# Mosquée Tekeli Mehmet Pacha
La mosquée Tekeli Mehmet Paşa est une des plus grandes mosquées ottomanes d'Antalya, en Turquie. Elle fut construite au XVIIIe siècle dans la province de Kalekapisi.
Le dôme principal est accompagné de trois dômes plus petits à l'est, ouest et sud, et de trois autres dômes sur le côté nord.

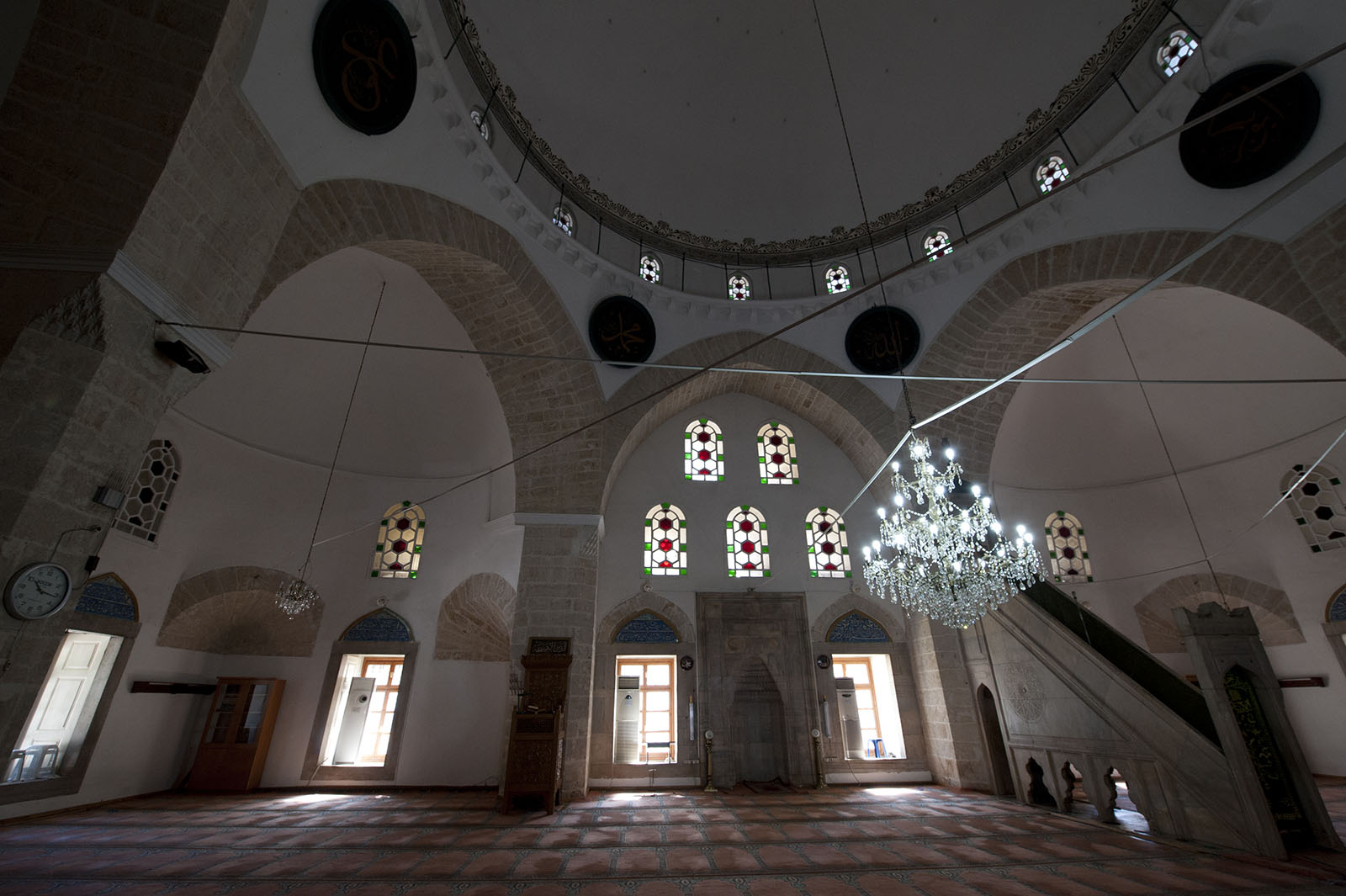
Intérieur de la mosquée.